# Piva
Piva (serbisk: Пива) er en 120 km lang biflod til Drina i det vestlige Montenegro, som på grænsen til Bosnien-Hercegovina løber sammen med Tara og ændrer navn til Drina. Den har et afvandingsområde på 1.270 km².
Den har sin begyndelse i Golijabjergene i Durmitor med floden Tušina, der løber mod syd og skifter navn til Komarnica, og senere efter landsbyen Duzi vest for byen Šavnik, til Piva. I Plužine kommune udvider den sig til Pivasøen – en 12 5 km² stor, kunstig sø, dæmmet op af vandkraftværket ved den 220 meter høje Mratinje-dæmning. Værket har en installeret effekt på 342 MW og blev færdigbygget i 1976 .

## Eksterne kilder og henvisninger
- Wikimedia Commons har flere filer relateret til Piva
- Mala Prosvetina Enciklopedija, Third edition (1985); Prosveta; ISBN 86-07-00001-2
- Jovan Đ. Marković (1990): Enciklopedijski geografski leksikon Jugoslavije; Svjetlost-Sarajevo; ISBN 86-01-02651-6